# FC Zwolle in het seizoen 2001/02
Het seizoen 2001/2002 probeerde FC Zwolle andermaal te promoveren naar de Eredivisie. De club kwam uit in de Nederlandse Eerste divisie. Tevens nam de club deel aan de strijd om de KNVB beker.

## Wedstrijdstatistieken

### Eerste divisie
| 1e speelronde                                                                                               | MVV | 1 – 3 (1 – 1) | FC Zwolle                                                               | Opstelling FC Zwolle: |
| 17 augustus 2001 Plaats: Maastricht De Geusselt Toeschouwers: 4.100 Scheidsrechter: Fred Sterk              | John Mutsaers 28' |               | 27' Henk van Steeg 51' (e.d.) Uriel Trustfull 77' Arne Slot             |                       |
| 2e speelronde                                                                                               | FC Zwolle | 2 – 1 (0 – 0) | Stormvogels Telstar                                                     | Opstelling FC Zwolle: |
| 25 augustus 2001 Plaats: Zwolle Oosterenkstadion Toeschouwers: 3.150 Scheidsrechter: Rien Koopman           | Arne Slot 62' Arne Slot 89'                                                                                                   |               | 88' Melvin Holwijn                                                      |                       |
| 3e speelronde                                                                                               | FC Volendam | 1 – 3 (0 – 1) | FC Zwolle                                                               | Opstelling FC Zwolle: |
| 2 september 2001 Plaats: Volendam Kras Stadion Toeschouwers: 2.747 Scheidsrechter: Hennie de Graaf          | Yuri Rose 54' |               | 7' Marco Roelofsen 58' Robert Wijnands 80' Marco Roelofsen              |                       |
| 4e speelronde                                                                                               | FC Zwolle | 1 – 0 (1 – 0) | Heracles Almelo                                                         | Opstelling FC Zwolle: |
| 7 september 2001 Plaats: Zwolle Oosterenkstadion Toeschouwers: 4.350 Scheidsrechter: Jack van Hulten        | Arjan Bosschaart 21' |               |                                                                         |                       |
| 5e speelronde                                                                                               | VVV | 2 – 0 (1 – 0) | FC Zwolle                                                               | Opstelling FC Zwolle: |
| 14 september 2001 Plaats: Venlo De Koel Toeschouwers: 1.688 Scheidsrechter: Ron Karremans                   | Ruud Kool 24' Maurice Graef 68'                                                                                               |               |                                                                         |                       |
| 6e speelronde                                                                                               | FC Zwolle | 4 – 1 (0 – 0) | Go Ahead Eagles                                                         | Opstelling FC Zwolle: |
| 23 september 2001 Plaats: Zwolle Oosterenkstadion Toeschouwers: 4.750 Scheidsrechter: Mario van der Ende    | Arjan Bosschaart 55' Robert Wijnands 56' Arne Slot 78' Dominggus Lim-Duan 84'                                                 | IJsselderby   | 82' Niki Leferink                                                       |                       |
| 7e speelronde                                                                                               | Dordrecht '90 | 1 – 1 (0 – 0) | FC Zwolle                                                               | Opstelling FC Zwolle: |
| 28 september 2001 Plaats: Dordrecht Stadion Krommedijk Toeschouwers: 1.800 Scheidsrechter: Fred Sterk       | Jermaine Sandvliet 87' |               | 84' Richard Roelofsen                                                   |                       |
| 8e speelronde                                                                                               | FC Zwolle | 3 – 1 (2 – 0) | Cambuur Leeuwarden                                                      | Opstelling FC Zwolle: |
| 7 oktober 2001 Plaats: Zwolle Oosterenkstadion Toeschouwers: 4.350 Scheidsrechter: Ruud Bossen              | Richard Roelofsen 25' John den Dunnen 37' Albert van der Haar 81'                                                             |               | 62' Dirk-Jan Derksen                                                    |                       |
| 9e speelronde                                                                                               | Haarlem | 1 – 1 (1 – 1) | FC Zwolle                                                               | Opstelling FC Zwolle: |
| 12 oktober 2001 Plaats: Haarlem Haarlemstadion Toeschouwers: 1.670 Scheidsrechter: Rien Koopman             | Martijn Langendijk 45' |               | 37' Richard Roelofsen                                                   |                       |
| 10e speelronde                                                                                              | FC Zwolle | 1 – 0 (0 – 0) | ADO Den Haag                                                            | Opstelling FC Zwolle: |
| 21 oktober 2001 Plaats: Zwolle Oosterenkstadion Toeschouwers: 4.350 Scheidsrechter: René Temmink            | Claus Boekweg (pen) 90' |               |                                                                         |                       |
| 11e speelronde                                                                                              | RBC Roosendaal | 5 – 1 (1 – 1) | FC Zwolle                                                               | Opstelling FC Zwolle: |
| 26 oktober 2001 Plaats: Roosendaal Vast & Goed Stadion Toeschouwers: 4.350 Scheidsrechter: Jack van Hulten  | Geert den Ouden 21' Edwin de Graaf 61' Damien Hertog 70' Gijs Cales 74' Henk Vos 89'                                          |               | 39' Richard Roelofsen                                                   |                       |
| 12e speelronde                                                                                              | FC Zwolle | 1 – 1 (1 – 0) | BV Veendam                                                              | Opstelling FC Zwolle: |
| 2 november 2001 Plaats: Zwolle Oosterenkstadion Toeschouwers: 4.750 Scheidsrechter: Pieter Vink             | Arne Slot 38' |               | 64' Berend Oosting                                                      |                       |
| 13e speelronde                                                                                              | FC Zwolle | 5 – 0 (3 – 0) | TOP Oss                                                                 | Opstelling FC Zwolle: |
| 16 november 2001 Plaats: Zwolle Oosterenkstadion Toeschouwers: 3.450 Scheidsrechter: Jac Schenkels          | Henk van Steeg 3' Michael Brunswijk (e.d.) 4' Arne Slot 32' Arne Slot 58' Richard Roelofsen 85'                               |               |                                                                         |                       |
| 14e speelronde                                                                                              | Emmen | 0 – 0         | FC Zwolle                                                               | Opstelling FC Zwolle: |
| 20 november 2001 Plaats: Emmen Univé Stadion Toeschouwers: 6.980 Scheidsrechter: Dick Jol                   | |               |                                                                         |                       |
| 15e speelronde                                                                                              | FC Zwolle | 2 – 2 (2 – 1) | Helmond Sport                                                           | Opstelling FC Zwolle: |
| 23 november 2001 Plaats: Zwolle Oosterenkstadion Toeschouwers: 3.420 Scheidsrechter: Rien Koopman           | Richard Roelofsen 16' Dominggus Lim-Duan 35'                                                                                  |               | 30' Raoul Henar 86' Jurgen Streppel                                     |                       |
| 16e speelronde                                                                                              | Excelsior | 3 – 0 (1 – 0) | FC Zwolle                                                               | Opstelling FC Zwolle: |
| 30 november 2001 Plaats: Rotterdam Stadion Woudestein Toeschouwers: 2.653 Scheidsrechter: Roelof Luinge     | Thomas Buffel 5' Remco Schol (e.d.) 53' Brian Pinas 55'                                                                       |               |                                                                         |                       |
| 17e speelronde                                                                                              | FC Zwolle | 2 – 1 (1 – 0) | Eindhoven                                                               | Opstelling FC Zwolle: |
| 7 december 2001 Plaats: Zwolle Oosterenkstadion Toeschouwers: 3.000 Scheidsrechter: Ger Buiting             | Remco Schol 45' Dominggus Lim-Duan 63'                                                                                        |               | 62' Rik van de Langenberg                                               |                       |
| 18e speelronde                                                                                              | FC Zwolle | 1 – 0 (1 – 0) | MVV                                                                     | Opstelling FC Zwolle: |
| 15 december 2001 Plaats: Zwolle Oosterenkstadion Toeschouwers: 3.050 Scheidsrechter: Ron Karremans          | Dominggus Lim-Duan 31' |               |                                                                         |                       |
| 19e speelronde                                                                                              | Stormvogels Telstar | 1 – 2 (0 – 0) | FC Zwolle                                                               | Opstelling FC Zwolle: |
| 21 december 2001 Plaats: Velsen-Zuid Sportpark Schoonenberg Toeschouwers: 1.186 Scheidsrechter: Coen Droste | Melvin Holwijn 76' |               | 47' Kåre Becker 56' Dominggus Lim-Duan                                  |                       |
| 20e speelronde                                                                                              | FC Zwolle | 3 – 1 (1 – 0) | FC Volendam                                                             | Opstelling FC Zwolle: |
| 25 januari 2002 Plaats: Zwolle Oosterenkstadion Toeschouwers: 3.500 Scheidsrechter: Peter Oskam             | Richard Roelofsen 8' Remco Schol 86' Dominggus Lim-Duan 90'                                                                   |               | 60' Donny de Groot                                                      |                       |
| 21e speelronde                                                                                              | Heracles Almelo | 0 – 1 (0 – 0) | FC Zwolle                                                               | Opstelling FC Zwolle: |
| 3 februari 2002 Plaats: Almelo Polman Stadion Toeschouwers: 6.800 Scheidsrechter: Ben Haverkort             | |               | 90' Richard Roelofsen                                                   |                       |
| 22e speelronde                                                                                              | FC Zwolle | 0 – 2 (0 – 2) | VVV                                                                     | Opstelling FC Zwolle: |
| 8 februari 2002 Plaats: Zwolle Oosterenkstadion Toeschouwers: 3.750 Scheidsrechter: Roelof Luinge           | |               | 31' Bernard Hofstede 42' Paul Jans                                      |                       |
| 23e speelronde                                                                                              | Go Ahead Eagles | 0 – 1 (0 – 0) | FC Zwolle                                                               | Opstelling FC Zwolle: |
| 17 februari 2002 Plaats: Deventer De Adelaarshorst Toeschouwers: 3.700 Scheidsrechter: Jack van Hulten      | | IJsselderby   | 78' Henk van Steeg                                                      |                       |
| 24e speelronde                                                                                              | FC Zwolle | 6 – 1 (4 – 0) | Dordrecht '90                                                           | Opstelling FC Zwolle: |
| 22 februari 2002 Plaats: Zwolle Oosterenkstadion Toeschouwers: 3.100 Scheidsrechter: Rien Koopman           | Marco Roelofsen 5' Dominggus Lim-Duan 24' Dominggus Lim-Duan 39' Henk van Steeg 41' Richard Roelofsen (pen) 53' Arne Slot 90' |               | 61' Hans van der Woude                                                  |                       |
| 25e speelronde                                                                                              | Cambuur Leeuwarden | 1 – 1 (1 – 1) | FC Zwolle                                                               | Opstelling FC Zwolle: |
| 1 maart 2002 Plaats: Leeuwarden Cambuurstadion Toeschouwers: 5.073 Scheidsrechter: Jac Schenkels            | Sandor van der Heide 44' |               | 18' Marco Roelofsen                                                     |                       |
| 26e speelronde                                                                                              | FC Zwolle | 1 – 0 (1 – 0) | Haarlem                                                                 | Opstelling FC Zwolle: |
| 8 maart 2002 Plaats: Zwolle Oosterenkstadion Toeschouwers: 3.600 Scheidsrechter: Roland van der Hilst       | Richard Roelofsen 3' |               |                                                                         |                       |
| 27e speelronde                                                                                              | ADO Den Haag | 1 – 1 (1 – 1) | FC Zwolle                                                               | Opstelling FC Zwolle: |
| 15 maart 2002 Plaats: Den Haag Zuiderparkstadion Toeschouwers: 4.980 Scheidsrechter: Jack van Hulten        | Peter Hofstede 34' |               | 13' Mario van Heiningen (e.d.)                                          |                       |
| 28e speelronde                                                                                              | FC Zwolle | 2 – 0 (1 – 0) | RBC Roosendaal                                                          | Opstelling FC Zwolle: |
| 22 maart 2002 Plaats: Zwolle Oosterenkstadion Toeschouwers: 6.300 Scheidsrechter: Pieter Vink               | Arjan Bosschaart 27' Arjan Bosschaart 52'                                                                                     |               |                                                                         |                       |
| 29e speelronde                                                                                              | BV Veendam | 0 – 3 (0 – 0) | FC Zwolle                                                               | Opstelling FC Zwolle: |
| 30 maart 2002 Plaats: Veendam De Langeleegte Toeschouwers: 4.716 Scheidsrechter: Hugo Luijten               | |               | 49' Arjan Bosschaart 67' Arjan Bosschaart 85' Richard Roelofsen         |                       |
| 30e speelronde                                                                                              | FC Zwolle | 3 – 1 (2 – 1) | Emmen                                                                   | Opstelling FC Zwolle: |
| 5 april 2002 Plaats: Zwolle Oosterenkstadion Toeschouwers: 6.480 Scheidsrechter: Fred Sterk                 | Marco Roelofsen (pen) 39' Marco Roelofsen (pen) 41' Arjan Bosschaart 90'                                                      |               | 10' Marcel Keizer                                                       |                       |
| 31e speelronde                                                                                              | TOP Oss | 2 – 3 (1 – 1) | FC Zwolle                                                               | Opstelling FC Zwolle: |
| 12 april 2002 Plaats: Oss Frans Heesenstadion Toeschouwers: 1.500 Scheidsrechter: Ger Buiting               | Patrick Molendijk 26' Bas Dreef 79'                                                                                           |               | 6' Rahim Ouédraogo 54' Arne Slot 90' Arne Slot                          |                       |
| 32e speelronde                                                                                              | Helmond Sport | 1 – 4 (1 – 0) | FC Zwolle                                                               | Opstelling FC Zwolle: |
| 20 april 2002 Plaats: Helmond Stadion De Braak Toeschouwers: 1.352 Scheidsrechter: Reinold Wiedemeijer      | Remco Torken 6' |               | 68' Arjan Bosschaart 70' Remco Schol 76' Arne Slot 81' Arjan Bosschaart |                       |
| 33e speelronde                                                                                              | FC Zwolle | 1 – 0 (0 – 0) | Excelsior                                                               | Opstelling FC Zwolle: |
| 26 april 2002 Plaats: Zwolle Oosterenkstadion Toeschouwers: 6.800 Scheidsrechter: Ruud Bossen               | Arne Slot 79' |               |                                                                         |                       |
| 34e speelronde                                                                                              | FC Eindhoven | 4 – 2 (2 – 2) | FC Zwolle                                                               | Opstelling FC Zwolle: |
| 3 mei 2002 Plaats: Eindhoven Jan Louwersstadion Toeschouwers: 1.150 Scheidsrechter: Hennie de Graaf         | Hilmi Mihci 35' Hilmi Mihci 40' Tommy Jacobs 71' Hilmi Mihci 81'                                                              |               | 21' Dominggus Lim-Duan 43' Michel Doesburg                              |                       |

### KNVB beker
| Groepsfase                                                                                        | FC Zwolle                                                                            | 1 - 3 (0 - 0) | Emmen                                                              | Opstelling FC Zwolle: |
| 7 augustus 2001 Plaats: Zwolle Oosterenkstadion Toeschouwers: 1.850 Scheidsrechter: Roelof Luinge | Richard Roelofsen 66'                                                                |               | 50' Jeffrey de Visscher 55' Michel van Oostrum 90' Pascal de Vries |                       |
| Groepsfase                                                                                        | Urk                                                                                  | 0 - 1 (0 - 1) | FC Zwolle                                                          | Opstelling FC Zwolle: |
| 20 augustus 2001 Plaats: Urk Sportpark De Vormt Toeschouwers: 500 Scheidsrechter: Harrie van Beek |                                                                                      |               | 17' John den Dunnen                                                |                       |
| Groepsfase                                                                                        | FC Zwolle                                                                            | 4 - 0 (1 - 0) | Achilles 1894                                                      | Opstelling FC Zwolle: |
| 22 augustus 2001 Plaats: Zwolle Oosterenkstadion Toeschouwers: 500 Scheidsrechter: Hugo Luijten   | Richard Roelofsen 24' John den Dunnen 70' John den Dunnen 75' Dominggus Lim-Duan 85' |               |                                                                    |                       |

| Team             | Ptn | DV | DT |
| ---------------- | --- | -- | -- |
| 1. Emmen         | 7   | 10 | 2  |
| 2. FC Zwolle     | 6   | 6  | 3  |
| 3. Achilles 1894 | 4   | 3  | 6  |
| 4. Urk           | 0   | 1  | 9  |

| 1e ronde | FC Zwolle | 3 - 1 (2 - 0) | AGOVV                                                      | Opstelling FC Zwolle: |
| 20 september 2001 Aanvangstijd: --:-- uur Plaats: Zwolle Oosterenkstadion Toeschouwers: n.n.b. Scheidsrechter: Ger Buiting                   | Arjan Bosschaart 24' Arne Slot 33' Bert Zuurman 90'                                                                  |               | 76' Santinho Lopes Monteiro                                | Van der Werff, Boekweg, Van der Haar, Wijnands (73' Zuurman), Bosschaart, Van Steeg (46' Olsen), M. Roelofsen, Slot, Den Dunnen (80' Lim-Duan), De Ridder, R. Roelofsen M. Roelofsen |
| 2e ronde | FC Zwolle | 6 - 3 (4 - 2) | Eindhoven                                                  | Opstelling FC Zwolle: |
| 6 november 2001 Aanvangstijd: --:-- uur Plaats: Zwolle Toeschouwers: 1.500 Oosterenkstadion Toeschouwers: 1.500 Scheidsrechter: Hugo Luijten | Henk van Steeg 6' Dragan Thijssens (e.d.) 27' Henk van Steeg 29' Bert Zuurman 36' Robert Wijnands 57' Súni Olsen 76' |               | 21' Jerry Taihuttu 28' Jerry Taihuttu 86' Bouarfa Yahiaoui | Van der Werff, Wijnands, Schol, Boekweg, Van der Haar, Bosschaart, M. Roelofsen (66' Olsen), Van Steeg (46' Lijzen), Den Dunnen), Zuurman, De Ridder Wijnands                        |
| 3e ronde | FC Groningen | 3 - 0 (2 - 0) | FC Zwolle                                                  | Opstelling FC Zwolle: |
| 12 december 2001 Aanvangstijd: 14:00 uur Plaats: Groningen Stadion Oosterpark Toeschouwers: 3.011 Scheidsrechter: Dick van Egmond            | Martin Drent 23' Joost Broerse 32' Arjen Robben 62'                                                                  |               |                                                            | Van der Werff, Van der Haar (5' Lijzen), De Ridder, Boekweg, Schol, M. Roelofsen, Slot, Olsen (55' Van Steeg), Lim-Duan (84' Becker), Zuurman, R. Roelofsen Van Steeg                |

## Selectie en technische staf

### Selectie 2001/02
| Nr.           |                       | Naam                | Competitie | Competitie | Beker      | Beker      | Play-offs  | Play-offs  | Totaal     | Totaal     | Contract   | Seizoen    | Vorige club             | Debuut           |
| Nr.           | W                     | Naam                |            | W          |            | W          |            | W          |            |            | Contract   | Seizoen    | Vorige club             | Debuut           |
| Doelmannen    | Doelmannen            | Doelmannen          | Doelmannen | Doelmannen | Doelmannen | Doelmannen | Doelmannen | Doelmannen | Doelmannen | Doelmannen | Doelmannen | Doelmannen | Doelmannen              | Doelmannen       |
| ------------- | --------------------- | ------------------- | ---------- | ---------- | ---------- | ---------- | ---------- | ---------- | ---------- | ---------- | ---------- | ---------- | ----------------------- | ---------------- |
| –             | Vlag van Nederland    | Johan van der Werff | 33         | 0          | 3          | 0          | 0          | 0          | 36         | 0          | –          | 2e         | Dordrecht '90           | 21 augustus 2000 |
| –             | Vlag van Nederland    | Henry Louwdijk      | 1          | 0          | 0          | 0          | 0          | 0          | 1          | 0          | –          | 4e         | Jeugd                   | 28 oktober 2000  |
| –             | Vlag van Nederland    | Diederik Boer       | 0          | 0          | 0          | 0          | 0          | 0          | 0          | 0          | –          | 1e         | Jeugd                   | –                |
| Verdedigers   |                       |                     |            |            |            |            |            |            |            |            |            |            |                         |                  |
| –             | Vlag van Nederland    | Claus Boekweg       | 19         | 1          | 3          | 0          | 0          | 0          | 22         | 1          | –          | 7e         | FC Groningen            | 8 augustus 1995  |
| –             | Vlag van Nederland    | Michel Doesburg     | 12         | 1          | 0          | 0          | 0          | 0          | 12         | 1          | –          | 1e         | Dunfermline Athletic FC | 8 februari 2002  |
| –             | Vlag van Nederland    | John den Dunnen     | 24         | 1          | 2          | 3          | 0          | 0          | 26         | 4          | –          | 2e         | Sparta                  | 21 augustus 2000 |
| –             | Vlag van Nederland    | Albert van der Haar | 17         | 1          | 3          | 0          | 0          | 0          | 20         | 1          | –          | 8e         | Jeugd                   | 27 augustus 1994 |
| –             | Vlag van Nederland    | Eric-Jan Lijzen     | 6          | 0          | 2          | 0          | 0          | 0          | 8          | 0          | –          | 2e         | Jeugd                   | 17 maart 2001    |
| –             | Vlag van Nederland    | Remco Schol         | 30         | 3          | 2          | 0          | 0          | 0          | 32         | 3          | –          | 3e         | VVV                     | 16 augustus 1999 |
| –             | Vlag van Nederland    | Robert Wijnands     | 30         | 2          | 2          | 1          | 0          | 0          | 32         | 3          | –          | 6e         | FC Utrecht              | 21 augustus 1996 |
| Middenvelders |                       |                     |            |            |            |            |            |            |            |            |            |            |                         |                  |
| –             | Vlag van Nederland    | Marcel Boudesteyn   | 0          | 0          | 0          | 0          | 0          | 0          | 0          | 0          | –          | 6e         | FC Groningen            | 7 september 1996 |
| –             | Vlag van Nederland    | Nick Hoekstra       | 5          | 0          | 0          | 0          | 0          | 0          | 5          | 0          | Huur       | 1e         | VVV                     | 8 februari 2002  |
| –             | Vlag van Nederland    | Martijn Jansen      | 3          | 0          | 0          | 0          | 0          | 0          | 3          | 0          | –          | 1e         | Jeugd                   | 8 februari 2002  |
| –             | Vlag van Burkina Faso | Rahim Ouédraogo     | 14         | 1          | 0          | 0          | 0          | 0          | 14         | 1          | Huur       | 1e         | FC Twente               | 3 februari 2002  |
| –             | Vlag van Faeröer      | Súni Olsen          | 22         | 0          | 3          | 1          | 0          | 0          | 25         | 1          | –          | 1e         | GÍ Gøta                 | 14 oktober 2000  |
| –             | Vlag van Nederland    | André de Ridder     | 27         | 0          | 2          | 0          | 0          | 0          | 29         | 0          | –          | 3e         | Telstar                 | 18 december 1999 |
| –             | Vlag van Nederland    | Marco Roelofsen     | 32         | 6          | 3          | 0          | 0          | 0          | 35         | 6          | –          | 7e         | sc Heerenveen           | 22 februari 1997 |
| –             | Vlag van Nederland    | Arne Slot           | 34         | 12         | 2          | 1          | 0          | 0          | 36         | 13         | –          | 7e         | Jeugd                   | 14 oktober 1995  |
| –             | Vlag van Nederland    | Henk van Steeg      | 28         | 4          | 3          | 2          | 0          | 0          | 31         | 6          | –          | 3e         | Jeugd                   | 16 augustus 1999 |
| Aanvallers    |                       |                     |            |            |            |            |            |            |            |            |            |            |                         |                  |
| –             | Vlag van Nederland    | Kåre Becker         | 18         | 1          | 1          | 0          | 0          | 0          | 19         | 1          | –          | 1e         | Heracles                | 17 augustus 2001 |
| –             | Vlag van Nederland    | Peter Blom          | 4          | 0          | 0          | 0          | 0          | 0          | 4          | 0          | –          | 1e         | Jeugd                   | 2 november 2001  |
| –             | Vlag van Nederland    | Arjan Bosschaart    | 25         | 9          | 2          | 1          | 0          | 0          | 27         | 10         | –          | 6e         | Jeugd                   | 7 september 1996 |
| –             | Vlag van Nederland    | Dominggus Lim-Duan  | 30         | 9          | 2          | 1          | 0          | 0          | 32         | 10         | –          | 2e         | Jeugd                   | 21 augustus 2000 |
| –             | Vlag van Nederland    | Richard Roelofsen   | 31         | 11         | 2          | 2          | 0          | 0          | 33         | 13         | –          | 5e         | De Graafschap           | 20 augustus 1988 |
| –             | Vlag van Nederland    | Bert Zuurman        | 18         | 0          | 3          | 2          | 0          | 0          | 21         | 2          | –          | 1e         | Emmen                   | 17 augustus 2001 |
| Nr.           |                       | Naam                | W          |            | W          |            | W          |            | W          |            | Contract   | Seizoen    | Vorige club             | Debuut           |
| Nr.           | Competitie            | Competitie          | Beker      | Beker      | Play-offs  | Play-offs  | Totaal     | Totaal     |            |            | Contract   | Seizoen    | Vorige club             | Debuut           |

### Technische staf
| Naam              | Functie           |
| ----------------- | ----------------- |
| Paul Krabbe       | Hoofdtrainer      |
| Gerard Nijkamp    | Assistent Trainer |
| Harry Sinkgraven  | Assistent Trainer |
| John Tuithof      | Keeper Trainer    |
| Erwin Vloedgraven | Verzorger         |
| Christan Beltman  | Fysiotherapeut    |
| Gert Bosch        | Materiaalman      |

## Statistieken FC Zwolle 2001/2002

### Eindstand FC Zwolle in de Nederlandse Eerste divisie 2001 / 2002
| Stand | Gespeeld | Gewonnen | Gelijk | Verloren | Punten | Doelpunten voor | Doelpunten tegen | Gele kaarten | Rode kaarten |
| ----- | -------- | -------- | ------ | -------- | ------ | --------------- | ---------------- | ------------ | ------------ |
| 1e    | 34       | 22       | 7      | 5        | 73     | 65              | 36               | 14           | 2            |

### Topscorers
| #                | Naam                               | Goal |
| ---------------- | ---------------------------------- | ---- |
| 1.               | Arne Slot                          | 12   |
| 2.               | Richard Roelofsen                  | 11   |
| 3.               | Arjan Bosschaart                   | 9    |
| 3.               | Dominggus Lim-Duan                 | 9    |
| 5.               | Marco Roelofsen                    | 6    |
| 6.               | Henk van Steeg                     | 4    |
| 7.               | Remco Schol                        | 3    |
| 8.               | Robert Wijnands                    | 2    |
| 9.               | Kåre Becker                        | 1    |
| 9.               | Claus Boekweg                      | 1    |
| 9.               | Michel Doesburg                    | 1    |
| 9.               | John den Dunnen                    | 1    |
| 9.               | Albert van der Haar                | 1    |
| 9.               | Rahim Ouédraogo                    | 1    |
| Eigen doelpunten |                                    |      |
| –                | Michael Brunswijk (TOP Oss)        | 1    |
| –                | Mario van Heiningen (ADO Den Haag) | 1    |
| –                | Uriel Trustfull (MVV)              | 1    |
| Totaal           | Totaal                             | 65   |

| #              | Naam                         | Goal |
| -------------- | ---------------------------- | ---- |
| 1.             | John den Dunnen              | 3    |
| 2.             | Richard Roelofsen            | 2    |
| 2.             | Henk van Steeg               | 2    |
| 2.             | Bert Zuurman                 | 2    |
| 5.             | Arjan Bosschaart             | 1    |
| 5.             | Dominggus Lim-Duan           | 1    |
| 5.             | Súni Olsen                   | 1    |
| 5.             | Arne Slot                    | 1    |
| 5.             | Robert Wijnands              | 1    |
| Eigen doelpunt |                              |      |
| –              | Dragan Thijssens (Eindhoven) | 1    |
| Totaal         | Totaal                       | 15   |

| #      | Naam        | Goal |
| ------ | ----------- | ---- |
| –      | Geen speler | 0    |
| Totaal | Totaal      | 0    |

### Kaarten
| #      | Naam                |    |
| ------ | ------------------- | -- |
| 1.     | Remco Schol         | 3  |
| 2.     | Marco Roelofsen     | 2  |
| 2.     | Henk van Steeg      | 2  |
| 4.     | Claus Boekweg       | 1  |
| 4.     | Arjan Bosschaart    | 1  |
| 4.     | John den Dunnen     | 1  |
| 4.     | Albert van der Haar | 1  |
| 4.     | Eric-Jan Lijzen     | 1  |
| 4.     | Johan van der Werff | 1  |
| 4.     | Robert Wijnands     | 1  |
| Totaal | Totaal              | 14 |

| #      | Naam        |   |
| ------ | ----------- | - |
| –      | Geen speler | 0 |
| Totaal | Totaal      | 0 |

| #      | Naam            |   |
| ------ | --------------- | - |
| 1.     | Remco Schol     | 1 |
| 1.     | Robert Wijnands | 1 |
| Totaal | Totaal          | 2 |

### Punten per speelronde
| Speelronde | 1 | 2 | 3 | 4 | 5 | 6 | 7 | 8 | 9 | 10 | 11 | 12 | 13 | 14 | 15 | 16 | 17 | 18 | 19 | 20 | 21 | 22 | 23 | 24 | 25 | 26 | 27 | 28 | 29 | 30 | 31 | 32 | 33 | 34 |
| ---------- | - | - | - | - | - | - | - | - | - | -- | -- | -- | -- | -- | -- | -- | -- | -- | -- | -- | -- | -- | -- | -- | -- | -- | -- | -- | -- | -- | -- | -- | -- | -- |
| Punten     | 3 | 3 | 3 | 3 | 0 | 3 | 1 | 3 | 1 | 3  | 0  | 1  | 3  | 1  | 1  | 0  | 3  | 3  | 3  | 3  | 3  | 0  | 3  | 3  | 1  | 3  | 1  | 3  | 3  | 3  | 3  | 3  | 3  | 0  |

### Punten na speelronde
| Speelronde | 1 | 2 | 3 | 4  | 5  | 6  | 7  | 8  | 9  | 10 | 11 | 12 | 13 | 14 | 15 | 16 | 17 | 18 | 19 | 20 | 21 | 22 | 23 | 24 | 25 | 26 | 27 | 28 | 29 | 30 | 31 | 32 | 33 | 34 |
| ---------- | - | - | - | -- | -- | -- | -- | -- | -- | -- | -- | -- | -- | -- | -- | -- | -- | -- | -- | -- | -- | -- | -- | -- | -- | -- | -- | -- | -- | -- | -- | -- | -- | -- |
| Punten     | 3 | 6 | 9 | 12 | 12 | 15 | 16 | 19 | 20 | 23 | 23 | 24 | 27 | 28 | 29 | 29 | 32 | 35 | 38 | 41 | 44 | 44 | 47 | 50 | 51 | 54 | 55 | 58 | 61 | 64 | 67 | 70 | 73 | 73 |

### Stand na speelronde
| Speelronde | 1  | 2  | 3  | 4  | 5  | 6  | 7  | 8  | 9  | 10 | 11 | 12 | 13 | 14 | 15 | 16 | 17 | 18 | 19 | 20 | 21 | 22 | 23 | 24 | 25 | 26 | 27 | 28 | 29 | 30 | 31 | 32 | 33 | 34 |
| ---------- | -- | -- | -- | -- | -- | -- | -- | -- | -- | -- | -- | -- | -- | -- | -- | -- | -- | -- | -- | -- | -- | -- | -- | -- | -- | -- | -- | -- | -- | -- | -- | -- | -- | -- |
| Stand      | 2e | 3e | 2e | 1e | 3e | 2e | 1e | 2e | 2e | 2e | 3e | 4e | 3e | 3e | 4e | 5e | 3e | 3e | 2e | 2e | 2e | 2e | 2e | 2e | 2e | 2e | 3e | 2e | 1e | 1e | 1e | 1e | 1e | 1e |

### Doelpunten per speelronde
| Speelronde | 1 | 2 | 3 | 4 | 5 | 6 | 7 | 8 | 9 | 10 | 11 | 12 | 13 | 14 | 15 | 16 | 17 | 18 | 19 | 20 | 21 | 22 | 23 | 24 | 25 | 26 | 27 | 28 | 29 | 30 | 31 | 32 | 33 | 34 | Totaal |
| ---------- | - | - | - | - | - | - | - | - | - | -- | -- | -- | -- | -- | -- | -- | -- | -- | -- | -- | -- | -- | -- | -- | -- | -- | -- | -- | -- | -- | -- | -- | -- | -- | ------ |
| Doelpunten | 3 | 2 | 3 | 1 | 0 | 4 | 1 | 3 | 1 | 1  | 1  | 1  | 5  | 0  | 2  | 0  | 2  | 1  | 2  | 3  | 1  | 0  | 1  | 6  | 1  | 1  | 1  | 2  | 3  | 3  | 3  | 4  | 1  | 2  | 65     |

## Mutaties

### Zomer

#### Aangetrokken
| Nr. | Nat. | Naam            | Van       | Type | Contract     | Transfersom | Bijzonderheid |
| --- | ---- | --------------- | --------- | ---- | ------------ | ----------- | ------------- |
| -   | NL   | Kåre Becker     | Heracles  | –    | –            | n.v.t.      | –             |
| -   | NL   | Peter Blom      | Jeugd     | –    | –            | n.v.t.      | –             |
| -   | NL   | Diederik Boer   | Jeugd     | –    | –            | n.v.t.      | –             |
| -   | DE   | Martijn Jansen  | Jeugd     | –    | –            | n.v.t.      | –             |
| -   | BF   | Rahim Ouédraogo | FC Twente | –    | Op huurbasis | n.v.t.      | –             |
| -   | FO   | Súni Olsen      | GÍ Gøta   | –    | –            | n.v.t.      | –             |
| -   | NL   | Bert Zuurman    | FC Emmen  | –    | –            | n.v.t.      | –             |

#### Statistieken transfers zomer
| Gekochte spelers | Verkochte spelers | Gehuurde spelers | Verhuurde spelers | Spelers terug van verhuurperiode | Spelers einde van huurperiode | Transfervrij aangetrokken spelers | Transfervrij vertrokken spelers | Doorgestroomde jeugdspelers |
| ---------------- | ----------------- | ---------------- | ----------------- | -------------------------------- | ----------------------------- | --------------------------------- | ------------------------------- | --------------------------- |
| 0                | 0                 | 1                | 0                 | 0                                | 0                             | 3                                 | 0                               | 3                           |

### Winter

#### Aangetrokken
| Nr. | Nat. | Naam            | Van                     | Type | Contract     | Transfersom | Bijzonderheid |
| --- | ---- | --------------- | ----------------------- | ---- | ------------ | ----------- | ------------- |
| –   | NL   | Michel Doesburg | Dunfermline Athletic FC | –    | –            | n.v.t.      | –             |
| –   | NL   | Nick Hoekstra   | VVV                     | –    | Op huurbasis | n.v.t.      | –             |

#### Vertrokken
| Nr. | Nat. | Naam          | Naar         | Type | Transfersom | Wed. | Dlpt. |
| --- | ---- | ------------- | ------------ | ---- | ----------- | ---- | ----- |
| -   | NL   | Claus Boekweg | FC Groningen | –    | n.v.t.      | 210  | 24    |

#### Statistieken transfers winter
| Gekochte spelers | Verkochte spelers | Gehuurde spelers | Verhuurde spelers | Spelers terug van verhuurperiode | Spelers einde van huurperiode | Transfervrij aangetrokken spelers | Transfervrij vertrokken spelers | Doorgestroomde jeugdspelers |
| ---------------- | ----------------- | ---------------- | ----------------- | -------------------------------- | ----------------------------- | --------------------------------- | ------------------------------- | --------------------------- |
| 0                | 0                 | 1                | 0                 | 0                                | 0                             | 1                                 | 1                               | 0                           |